# Maria Goretti
Maria Goretti (Corinaldo, 16 oktober 1890 - Ferriere di Conca (Nettuno), 6 juli 1902) is een Italiaanse jeugdheilige. Zij is de patrones van de jonge meisjes en van de slachtoffers van aanranding en verkrachting.

## Levensloop
Maria was de dochter van Luigi Goretti (Corinaldo, 26 december 1859 - Le Ferriere, 6 mei 1900) en Assunta Carlini (Senigallia, 16 augustus 1866 - Corinaldo, 18 oktober 1954). Zij deed hoogstwaarschijnlijk haar eerste communie op 29 mei 1902.
Op 5 juli 1902 werd zij op 11-jarige leeftijd met veertien messteken neergestoken door Alessandro Serenelli (Paterno d'Ancona, 2 juni 1882 - Macerata, 16 mei 1970) die haar wilde aanranden. Hij gaf haar de keuze: zich aan zijn wil onderwerpen of sterven. Ze overleed twee dagen later in het ziekenhuis met een kruisbeeld en een medaillon van Onze-Lieve-Vrouw in haar handen, nadat zij haar belager vergeven had. De moordenaar werd op 16 oktober 1902 veroordeeld tot dertig jaar dwangarbeid. In de gevangenis kreeg hij een visioen van Maria Goretti. Eenmaal vrij vroeg hij met Kerstmis 1934 Maria's moeder om vergiffenis, en die schonk zij hem meteen. Hij kwam tot inkeer en trad in als lekenbroeder bij de kapucijnen in Macerata in de Marken, waar hij in 1970 vredig stierf.

## Verering
Op 15 maart 1945 werd het decreet uitgevaardigd over haar martelaarschap, en op 27 april 1947 werd zij zaligverklaard. Maria Goretti werd op 25 juni 1950 door paus Pius XII heiligverklaard. Bij deze ceremonie was de moeder van de heilige aanwezig en ook haar moordenaar, een unicum. Haar naamdag is op 6 juli (vroeger 5 juli).

## Naleven
Er zijn verschillende boeken over haar geschreven. M. Bruyns schreef Maria Goretti, over het leven en sterven van een martelares voor de zuiverheid, uitgegeven in 1950 door Fontein in Utrecht. De hemel boven het moeras; Tragedie der zuiverheid is een roman van Willem Putman (onder zijn pseudoniem Jean Du Parc, 1951).
Het leven van Maria Goretti is drie keer verfilmd, waaronder de Italiaanse film Cielo sulla palude (De hemel boven het moeras, 1949).
Er bestonden en bestaan in Nederland en Vlaanderen veel naar haar genoemde scholen en kerken.
- In Zonhoven was er van 1954 tot 1980 een school, opgericht door de Zusters van Liefde, die het Maria Goretti Instituut heette. Sinds 1982 zijn de gebouwen van het voormalig instituut in gebruik bij de Vrije Middenschool (VMS).
- De Sancta Maria Mavo in 's-Hertogenbosch is vernoemd naar Maria Goretti. In de wijk Nulland in Kerkrade heeft de Maria Gorettikerk gestaan. Eind 2009 werd de kerk afgebroken. De Maria Gorettistraat bestaat er echter nog altijd, net zoals de Maria Gorettiplein.
- Scholen voor katholiek basisonderwijs in Nederland vernoemd naar Maria Goretti waren of zijn gevestigd in onder andere Den Haag, Eindhoven, Enschede, Geleen, Gennep, Kamerik, Koningsbosch, Liessel, Oss, St. Willebrord, Rotterdam, Reuver, Maastricht, Langeraar, Ouderkerk aan de Amstel, Sint Joost, Sint-Oedenrode en Nijverdal (kleuterschool).
- In Sijsele, deelgemeente van Damme, werd rond 1970 een jeugdkoor opgericht onder haar naam. Dat jeugdkoor bestaat nog altijd maar heeft ondertussen een nieuwe naam: het MéGà Jeugdkoor[1] dat met de grote M en de grote G in de nieuwe naam respectvol terugblikt op de originele naam.
- In Mol is er een Maria Goretti-grot in de gelijknamige straat.
- In Gent staat op de Blaisantvest de modernistische Maria Gorettikerk. Naast haar religieuze functie wordt de kerk ook voor seculier sociaal-cultureel doel gebruikt.
- In Boechout werd een gidsengroep (meisjesscouts) opgericht met haar naam: Scouts en Gidsen Vlaanderen Maria Goretti.
- Scoutinggroepen in Nederland vernoemd naar Maria Goretti waren of zijn gevestigd in onder andere Baarn, Heerlen, Hoeven, Pey en Ulvenhout.
- In de Wijk Savelkoul in Mortsel werd een straat naar haar vernoemd: de Maria Gorettistraat.
- In 1900 kwamen de karmelietessen naar Tilburg om een kinderhuis op te richten aan het Sint-Annaplein. Vijf jaar later verhuisden zij naar het Wilhelminapark 56 in Tilburg. De naam van het kinderhuis was Sint Jozephhuis Sint Anna. In de jaren vijftig werd die gewijzigd in Kinderhuis Maria Goretti. Na 1975 werden kindertehuizen gedecentraliseerd en werden de kinderen overgebracht naar gezinsvervangende huizen waarbij een normaal gezinsleven nagestreefd werd.
- In de kerk waar de Zalige Broeder Isidoor vereerd wordt, de Sint-Antoniuskerk in Kortrijk, staat een beeld van haar.